# Шако Петровић Његош
Војвода Шако Петровић Његош (1854 — 1914) био је српски богослов и народни трибун из Црне Горе. Он је био први предсједник Народне скупштине у књажевини Црној Гори, државни савјетник и први предсједник Народне странке. 
До доношења Никољданског Устава 1905. је био члан династије Петровић Његош. Осамнаести члан првог дела Устава је њега и његове рођаке искључио из династије, која је сведена на потомке кнеза Николе и кнегиње Милене.

## Занимљивости
Саво Ивановић (бивши тајник Сената Црне Горе) је у својој емигрантској књизи упереној против династије Петровић написао: "... и о томе трбуљатоме шпањолском бику, који се зове Шако... утврђена је истина: да би из њега, у које год хоћете доба дана или ноћи исцурио столитар вина и ракије, кад бисте га ма и у самоме нокту уболи." Са друге стране, режимски лист династије Петровића, поводом његове смрти, хвали овог Петровића: "Са њим је нестало оно оличење свијех оних стариијех врлина, својствених вјерном сину ове српске земље за коју је много радио, и коју је много љубио."